# 张克勤 (唐朝)
张克勤（?—?），唐朝奚族人，易定节度使张孝忠的孙子，张茂昭的小儿子，驸马张克礼的弟弟。
张克勤在长庆、开成年间担任左武卫大将军。当时有诏书许赐一子五品官，张克勤以儿子年幼，请准许近例回授给他的外甥。奏状至中书，下达给吏部员外郎处理，吏部员外郎裴夷直上奏：“一子赐官，恩在念功，贵于延赏；如果没有自己的儿子，可以推及给宗男。今张克勤有子嗣，妄以外甥奏请，改赐他族，知道他是何人！如果涉及卖官，实为乱法。虽援引近日敕例，但难突破著定格文，国法既在必行，宅相恐难虚授。具状上中书门下，张克勤所请，希望不应该应允。”皇帝下诏同意裴夷直，遂为定例。